# شتيرن (مجلة)
مجلة شتيرن هي مجلة ألمانية أسبوعية تصدر كل خميس في هامبورغ وتوزع في مختلف أنحاء ألمانيا. تطبع في دار النشر غرونر بلس يار. وتعني كلمة شتيرن النجم باللغة الألمانية.
أسس المجلة هنري نانن Henri Nannen بعد الحرب العالمية الثانية عام 1948م في مدينة هامبورغ.
تعالج المجلة القضايا السياسية والمجتمعية وتتميز بتقاريرها الغنية وصورها الملفتة. يباع منها حالياً ما يزيد على 700 ألف نسخة أسبوعياً.

## تاريخ الإنشاء
حوّل مؤسس المجلة هنري نانن مجلةً شبابية تعرف باسم زيك زاك إلى مجلة شتيرن، وأصدر عددها الأول في 1 أغسطس 1948م. حصل نانن على رخصة من القوات العسكرية البريطانية لتغيير اسم المجلة. احتوى العدد الأول من المجلة 16 صفحة، وظهرت على غلافه الممثلة الألمانية هيلديجارد نيف. عمل نانن أيصًا كمحرر للمجلة التي اتخذت من مدينة هامبورغ مقرًا لها.
في الستينات، شاركت المجلة كعضو مؤسس في جائزة سيارة العام الأوروبية. في عام 1963م، قدمت المجلة جائزة الراوي الألماني لعددٍ من الكتّاب الألمان.
في عام 1965م، بيعت المجلة لدار النشر غرونر + يار. في عام 1968م، بدأت مجلة شتيرن وجريدة دي تسايت إصدار جريدة للكفيفين سميت شتيرن-تسايت، تصدر مرتين في الأسبوع. توقفت جريدة شتيرن-تسايت في منتصف عام 2007م تبعًا لصعوبات مالية.
تُعرف مجلة شتيرن بميولها اليسارية؛ حيث دعمت الحزب الديمقراطي الاجتماعي الألماني في انتخابات 2013م.

## المبيعات والتداول
في عام 1999م، بلغت النسخ المطبوعة للمجلة 1,124,400 نسخة. في عام 2000م، بلغ عدد النسخ 1,082,000 نسخة. وفي عام 2003، كان معدل النسخ المتداولة خلال السنة 1,186,000 نسخة. بحلول 2010م، هبطت معدلات تداول المجلة إلى 895,962, ثم 750,810 نسخة في 2014م.

## حوادث مفصلية
في عام 1950م، نشرت المجلة مقالًا انتقد سياسات الحلفاء واتهمهم بتضييع الموارد والأموال خلال احتلالهم لألمانيا. ردت القوات العسكرية البريطانية على هذا المقال عن طريق إيقاف المجلة لمدة أسبوع.
اكتسبت المجلة صيتًا سيئًا على المستوى العالمي بعد نشرها لما سمّته مذكرات هتلر في عددها المنشور في 28 أبريل 1983م. تبين لاحقًا أن هذه المذكرات مزيفة ومكتوبة على يد كورنارد كوجاو، والذي كان فنان رسوم توضيحية ألماني. كان لهذه الفضيحة أثر سلبي على المجلة أدى لاستقالة محرريها ولخسائر فادحة. اقتضت هذه الفضيحة عشر سنوات لتعود للمجلة شعبيتها وشهرتها السابقة. كما ترجمت جريدة الصنداي تايمز الإنجليزية هذه المذكرات ونشرتها في سلسلة، وبعد انكشاف زيف هذه المذكرات أوقفت السلسلة وأصدرت اعتذارًا رسميًا.
كما يُذكر للمجلة في ألمانيا إصدارها لعدد لقد أجهضنا! عام 1971م؛ والذي هدف لمقاومة قوانين منع الإجهاض في ألمانيا الغربية في ذلك الحين. احتوى العدد على تجارب مئات من النساء الألمانيات قامت بجمعها الصحفية النسوية آليس شفارتسر.
قُتل أربعة من صحفيي المجلة أثناء تغطيتهم لبعض الأحداث. في يناير 1995م، اغتيل الصحفي يوخن بيست على يد قناص قرب العاصمة الشيشانية غروزني. عام 1999م، اغتيل كل من جابرييل غرونر وفولكر كرامر على يد جنود يوغسلافيين في كوسوفو. في 2001م، قتل فولكر هاندلويك في كمين شمال أفغانستان.
في عام 2016م، حجبت المجلة كل مقالات موقعها الإلكتروني وكتبت بخط أبيض على خلفية سوداء «نصمت اليوم» مع مجموعة صور للدمار في حلب وسوريا. ورغم أن المجموعة خلت من صور الدماء والأشلاء، إلا أنها ضمت صورًا حزينة للأطفال الباكين والحدائق المدمرة وعمليات إخلاء الجرحى.

## رؤساء التحرير
- 1948–1980: هنري هانن
- 1980–1983: رولف غيلهاوسن، بيتر كوخ وفلكس شميدت
- 1983–1984: رولف غيلهاوسن، بيتر شول-لاتور
- 1984–1986: رولف وينتر
- 1986–1989: هاينر بريمر، مايكل جورغز وكلاوس لايدتكي
- 1989–1990: مايكل جورغز وهيربرت رايل-هيز
- 1990–1994: رولف شميدت-هولتز
- 1994–1998: فيرنر فينك
- 1999–1999: مايكل مايير
- 1999–2013: توماس أوستيركورن وأندرياس بيتسزولد
- 2013–2014: دومينيك فايخمان
- 2014–2018: كريستيان كروغ
- 2019-الآن: فلوريان غليس وآنا-بيك غريتمير